# Obszar wiejski
Obszar wiejski – to przestrzeń utworzona przez wsie i ich otoczenie.
Według ekonomisty Jerzego Wilkina wieś od obszaru wiejskiego różni się tym, że z reguły wieś jest traktowana jako jednostka osadnicza. Osady, wsie, miasteczka i inne małe osady znajdują się na obszarach wiejskich, bądź w ich otoczeniu. Obszar wiejski to przestrzeń, w której działa człowiek, charakteryzuje się dosyć niską gęstością zaludnienia, rozproszonym stałym osadnictwem oraz ekstensywnym zagospodarowaniem ziemi. Rolnictwo jest głównym zajęciem na większości obszarów wiejskich.
Obszary wiejskie w literaturze geograficznej i planistycznej pojmuje się dwojako: jako jednostka osadnicza (wieś, osiedle wiejskie, miejscowość), a także jako przestrzeń, obszar, teren.

## Polska
W Polsce obszary wiejskie i użytki rolne stanowiły w 2025 roku odpowiednio 85% i 52% powierzchni kraju. Obszary wiejskie zamieszkiwane były przez ok. 15 mln osób i obejmują łącznie ok. 1,4 mln gospodarstw rolnych.

## Migracja
W Polsce na ogół obserwuje się odpływ migracyjny z obszarów wiejskich wywołany niekorzystną sytuacją społeczno- ekonomiczną, jednakże na obszarach wiejskich stref podmiejskich średnich i dużych miast (np. Warszawa) można zaobserwować silny wpływ suburbanizacji na procesy migracyjne.